# St. Konrad (Offenbach-Tempelsee)

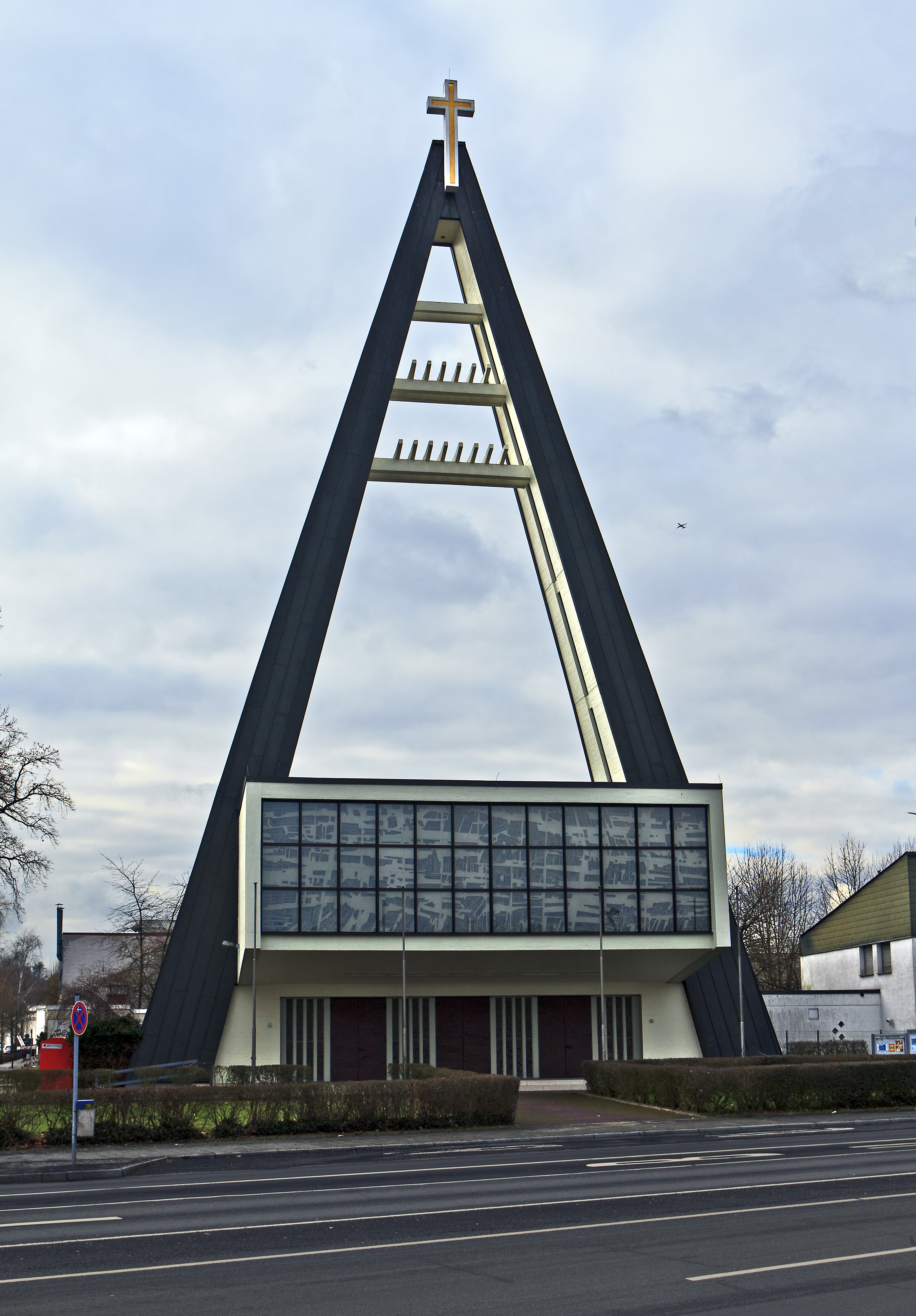
Die katholische Filialkirche St. Konrad in Offenbach am Main

Die römisch-katholische Filialkirche St. Konrad ist ein denkmalgeschütztes, im Stil der Moderne errichtetes Kirchengebäude im Offenbacher Stadtteil Tempelsee. Die Kirchengemeinde gehört zur Pfarrei St. Franziskus Offenbach der Region Mainlinie im Bistum Mainz.

## Geschichte
Im Jahr 1948 wurde im Stadtteil Tempelsee eine Notkirche für die dortige katholische Gemeinde errichtet, die nach Plänen des Offenbacher Architekten Carl Müller ausgeführt und dem Patrozinium des heiligen Konrad von Parzham unterstellt wurde. Mit der Gründung der Pfarrei „St. Konrad“ im Oktober 1953 erlangte die Kirchengemeinde fünf Jahre später ihre Selbstständigkeit.
Aufgrund starken Bevölkerungswachstums war die Notkirche jedoch schon bald zu klein geworden und bot den Gottesdienstbesuchern nicht mehr ausreichend Platz. Erneut wurde Carl Müller mit der Gestaltung einer neuen Kirche beauftragt, der die Baupläne zusammen mit seinem Sohn Wolfgang entwarf. Der Neubau wurde von 1959 bis 1962 ausgeführt, ein A-förmiger Turm (den Buchstaben Alpha repräsentierend) wurde einer halbrunden Apsis (den Buchstaben Omega repräsentierend) gegenübergestellt.
Zwischen 1978 und 1983 wurde eine umfangreiche Sanierung der Kirche unter Helmut Bauernfeind durchgeführt, die auch mit einer Neugestaltung des Altarraums einherging. Dabei wurde dieser tiefergelegt, seine komplette Ausstattung erneuert und ein großflächiges Wandbild aus Mosaiksteinen an der Apsiswand angebracht.
Im Jahr 2007 wurden umfassende Sanierungsarbeiten am Kirchturm durchgeführt.

## Baubeschreibung
Die Filialkirche St. Konrad wurde als Flachbau im Stil der Moderne errichtet. Sie besticht vor allem durch ihre auffällige, zur Waldstraße zeigende Fassade im Nordosten: Über einer hervorstehenden Betonglas-Fensterwand im Obergeschoss ragt der kupferverkleidete, A-förmige Stahlbetonturm der Kirche in die Höhe.
Drei Bronzeportale führen von der Waldstraße im Nordosten über ein Foyer in den längs gerichteten, nach Südwesten ausgerichteten Kirchenraum. Er wird von einer wellenförmig strukturierten Decke überfangen und bietet drei Bankblöcken Platz, von denen zwei zum erhöhten Altarraum weisen, der von einer halbkreisförmigen Apsis abgeschlossen wird. Die Apsiswand wird dominiert von einem großen kreuzförmigen Christusmosaik, das durch ein Oberlichtfenster im Altarraum erhellt wird. Der dritte Bankblock im Nordwesten ist zu einer zweiten kleineren Apsis orientiert, die als Seitenkapelle dient und eine Marienstatue beherbergt. Tageslicht gelangt neben dem Oberlichtfenster im Altarraum auch über vertikale Betonlamellen an den Seitenwänden des Langhauses und durch ein Fensterband unterhalb der Decke ins Innere des Raumes.

## Ausstattung
Die Ausstattung des Altarraums von St. Konrad (Hauptaltar, Ambo und Tabernakelstele) wurde im Zuge der Chorraum-Neugestaltung zwischen 1978 und 1983 vom Rheinfeldener Bildhauer Leonhard Eder aus Jurakalkstein gefertigt.
Seit Dezember 1979 ziert ein großflächiges Mosaikbild die Altarwand der Kirche, das von Wilfrid Perraudin aus Halbedelsteinen, Goldsmarten, italienischem Marmor und griechischem Marmor geschaffen wurde. Es besteht insgesamt aus mehr als 250.000 Mosaiksteinen, ist etwa 71 m² groß und wiegt etwa 3,5 t.
Die abstrakten Betonglasfenster aus der Erbauungszeit wurden von der Werkstatt Eichhorn gestaltet.
Die heutige Orgel wurde vom Windesheimer Orgelbauunternehmen Oberlinger gefertigt und am 14. November 1982 geweiht. Sie verfügt über 23 Register, verteilt auf 2 Manuale und Pedal.